# Asbury Bascom Davidson
Asbury Bascom Davidson, född 13 november 1855 i Lincoln County i Tennessee, död 4 februari 1920, var en amerikansk demokratisk politiker. Han var Texas viceguvernör 1907–1913.
Davidson tillträdde 1899 som ledamot av Texas senat. I samband med guvernörsvalet 1906 valdes han till viceguvernör. Han omvaldes två gånger. År 1920 avled han och gravsattes på Hillside Cemetery i Cuero.